# Буљијано (Лука)
Буљијано је насеље у Италији у округу Лука, региону Тоскана.
Према процени из 2011. у насељу је живело 42 становника. Насеље се налази на надморској висини од 398 м.